# Раздоловка (Винницкая область)
Раздо́ловка (укр. Роздолівка) — село на Украине, находится в Мурованокуриловецком районе Винницкой области.
Код КОАТУУ — 0522885901. Население по переписи 2001 года составляет 741 человек. Почтовый индекс — 23406. Телефонный код — 4356.
Занимает площадь 1,38 км².

## Религия
В селе действует Иоанно-Предтечинский храм Мурованокуриловецкого благочиния Могилёв-Подольской епархии Украинской православной церкви.

## Адрес местного совета
23406, Винницкая область, Мурованокуриловецкий р-н, с. Раздоловка, ул. Ленина, 32